# Strong (album Thomasa Andersa)
Strong – dziesiąty album niemieckiego piosenkarza Thomasa Andersa, wydany 11 lutego 2010 roku. Początkowo planowano, że album zostanie wydany na całym świecie, ale ostatecznie był dostępny jedynie na terytorium Rosji i WNP. Wszystkie utwory zostały napisane przez rosyjskiego kompozytora Siergiej Revtov przy współpracy z Davidem Burghardem i Thomas Anders. Płyta została skomponowana w lekkim stylu tanecznym tak, aby zaspokoić popyt na rynku rosyjskim i byłych republik radzieckich, gdzie tradycyjnie wciąż pozostaje popularny styl Modern Talking.

## Lista utworów
| Nr  | Tytuł utworu                                             | Długość |
| --- | -------------------------------------------------------- | ------- |
| 1.  | „Why Do You Cry?”                                        | 3:38    |
| 2.  | „Stay With Me”                                           | 3:55    |
| 3.  | „Make You”                                               | 3:35    |
| 4.  | „Stop!”                                                  | 3:09    |
| 5.  | „You Will Be Mine”                                       | 4:06    |
| 6.  | „Suddenly”                                               | 3:22    |
| 7.  | „Music, Dance”                                           | 3:23    |
| 8.  | „My Angel”                                               | 3:21    |
| 9.  | „I'll Be Strong”                                         | 3:37    |
| 10. | „Clear Sign”                                             | 3:27    |
| 11. | „One More Chance”                                        | 3:37    |
| 12. | „I Wanna”                                                | 2:53    |
| 13. | „Sorry, Baby”                                            | 3:17    |
| 14. | „Why Do You Cry? (Acoustic Piano Version)”               | 3:47    |
| 15. | „Why Do You Cry? (Silver & Mesmer Extended Club Mix)”    | 5:29    |
| 16. | „Make You (Dj Shevtsov Mix)”                             | 6:05    |
| 17. | „Make You (Dj Denis Rublev & Dj Natasha Baccardi Remix)” | 7:31    |
|     |                                                          | 1:08:12 |